# Chapelle Saint-Quirin (Luxembourg)

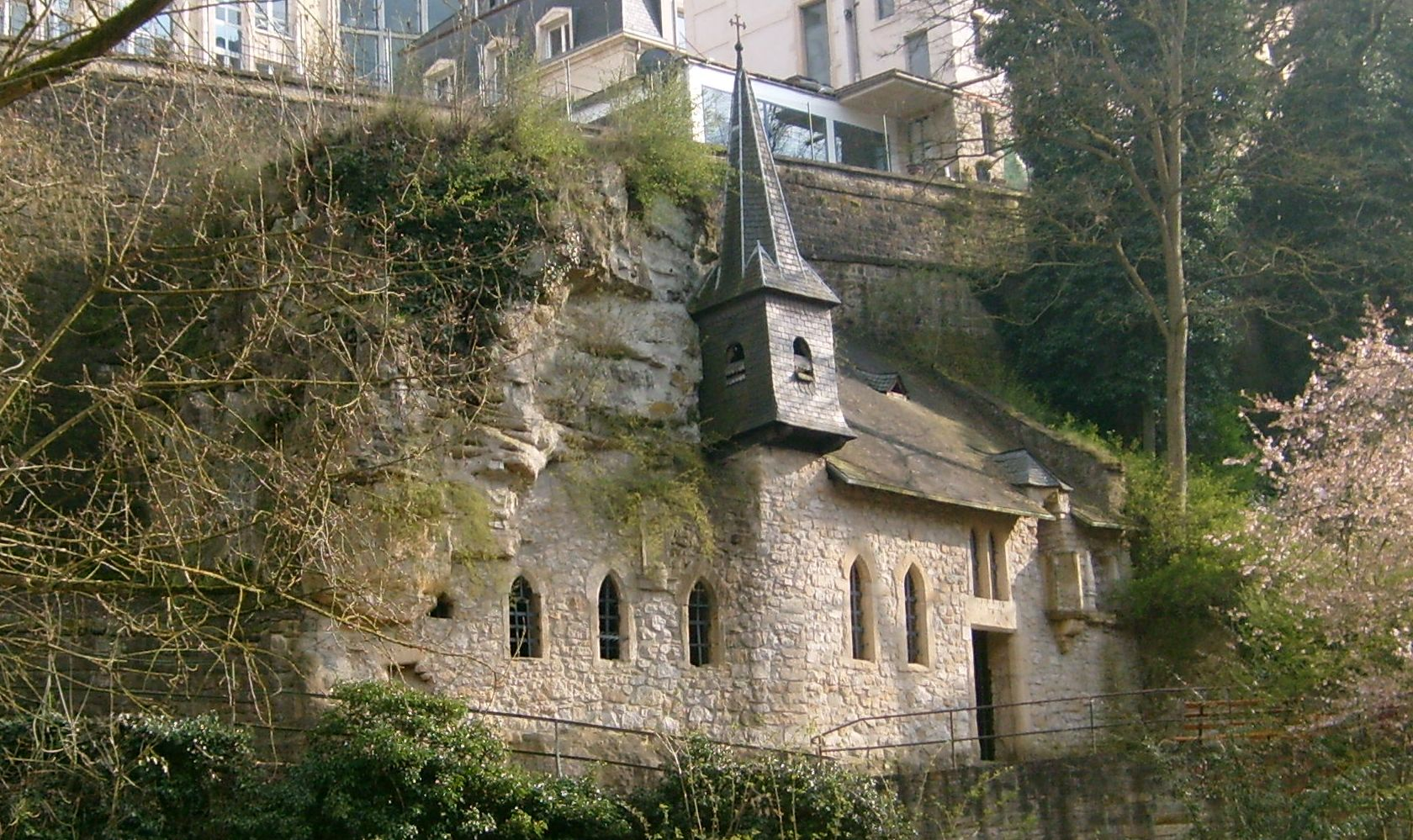
La chapelle Saint-Quirin

La chapelle Saint-Quirin est un édifice religieux catholique sis à Luxembourg, dans la vallée de la Pétrusse. Elle est consacrée à Quirin de Neuss. La façade gothique est datée de 1355. Le toit et le clocher ont été ajoutés au XIXe siècle. L'eau de la source située près de la chapelle passe pour avoir des vertus curatives.